# خسوف القمر أبريل 2015
إن خسوف القمر الكلى قد وقع في 4 أبريل 2015.
كان الكسوف مرئيا في منطقة امریکا، شرق آسیا، أستراليا و قطب الجنوب.

## الخسوف
خسوف القمر هو ظاهرة فلكية تحدث عندما يحجب ظل الأرض ضوء الشمس المنعكس من القمر في الأوضاع العادية. وتحدث هذه الظاهرة عندما تكون الشمس والأرض والقمر في حالة اقتران كوكبي كامل (فيكون خسوفا كليا) أو تقريبي (فيكون خسوفا جزئيا).

## المدة
استمر الخسوف الكلي لمدة 4 دقائق و44 ثانية فقط، مما يجعله أقصر خسوف كلي منذ 17 أكتوبر 1529 (استمر 1 دقيقة و42 ثانية). وكان هذا هو سادس خسوف كلي للقمر من أصل تسعة بإجمالي أقل من 5 دقائق في فترة خمسة آلاف عام بين 2000 قبل الميلاد و3000 بعد الميلاد. وكان قطر القمر المكسوف أصغر بنسبة 12.9٪ من قطره الظاهر من خسوف القمر العملاق في سبتمبر 2015، حيث بلغ قطره 29.66 بوصة و 33.47 بوصة من مركز الأرض.

## الرؤية
كان الكسوف مرئيا في منطقة المحيط الهادئ، بما في ذلك أستراليا و نيوزيلندا. وكان مرئيًا في أمريكا الشمالية وشرق آسيا بما في ذلك الهند.

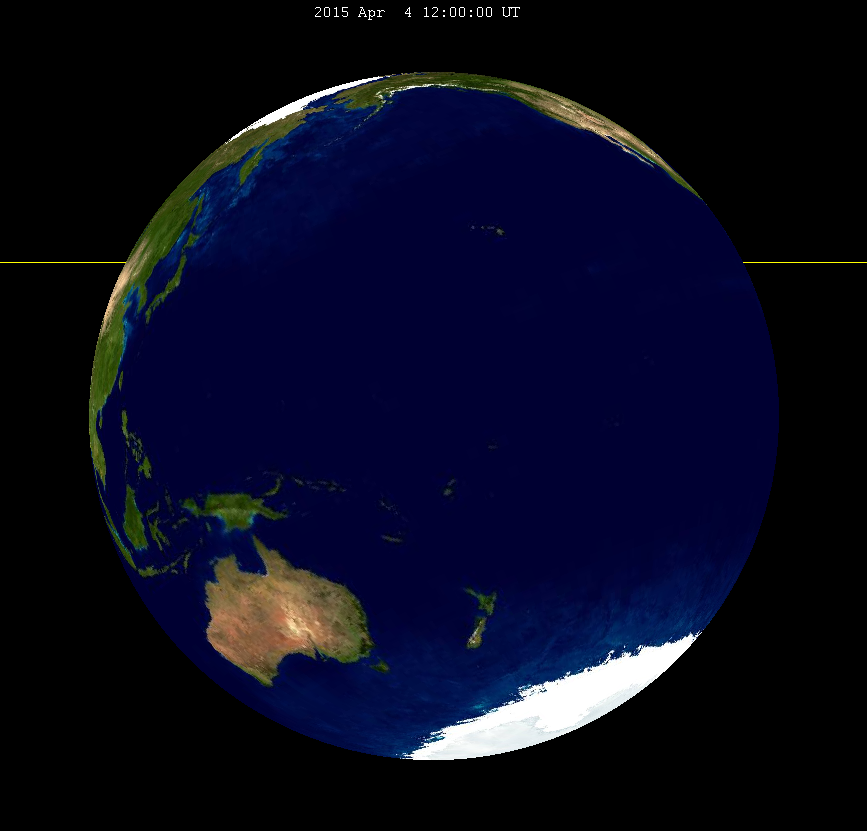
محاكاة لمنظر الأرض من القمر

## معرض

### الولايات المتحدة

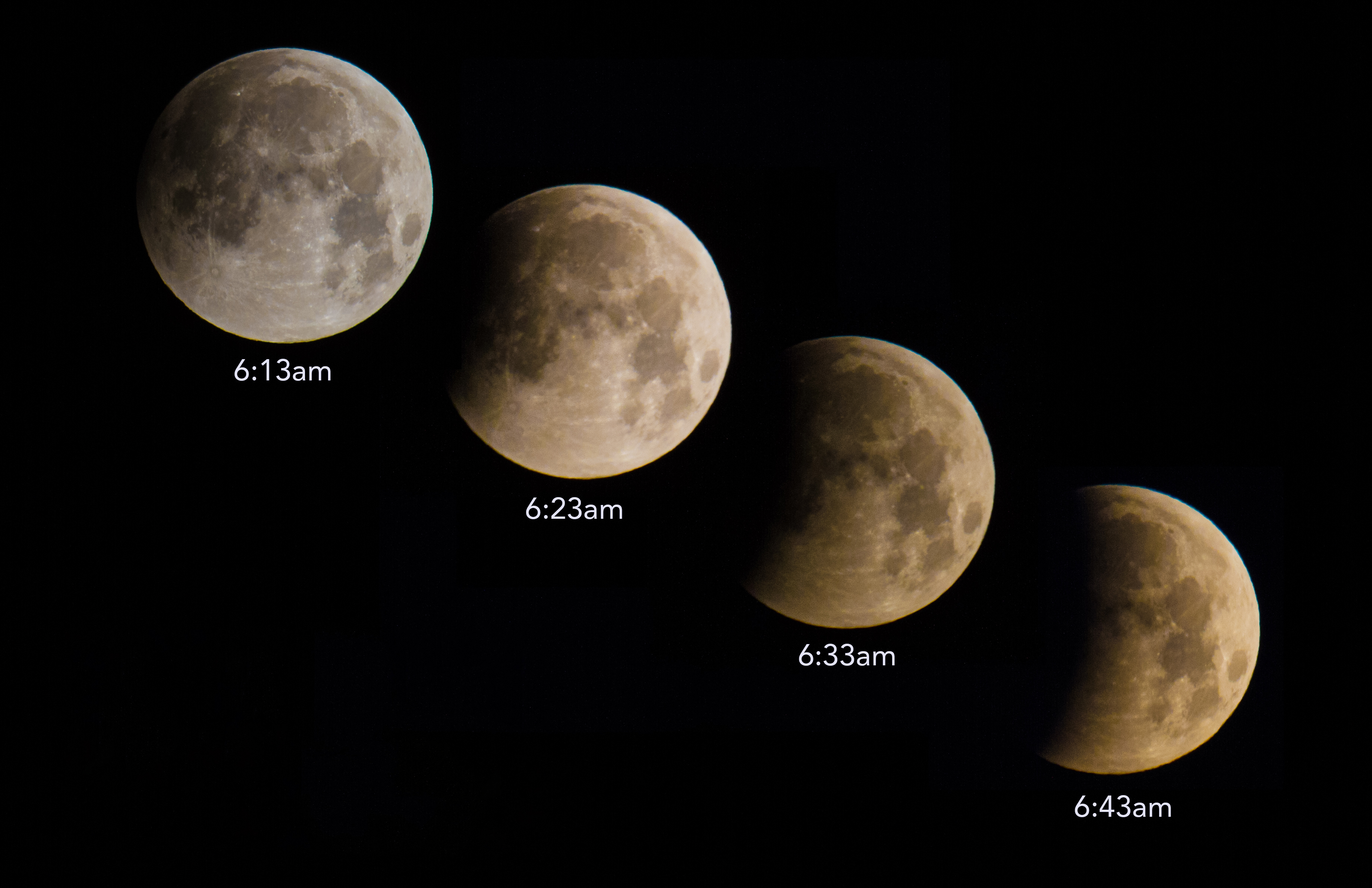
ملبورن، فلوريدا
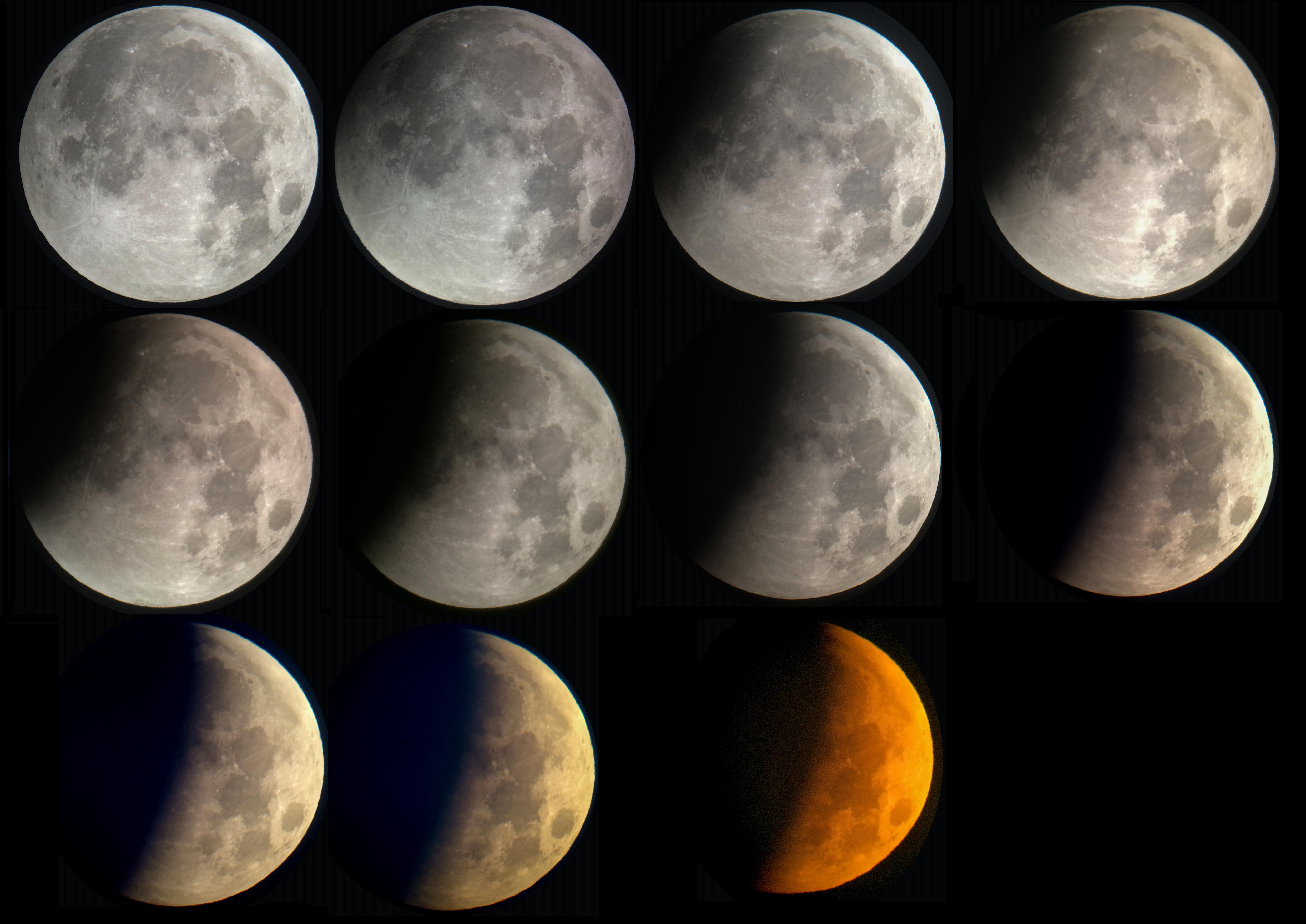
مرصد فوكس في صنرايز، فلوريدا
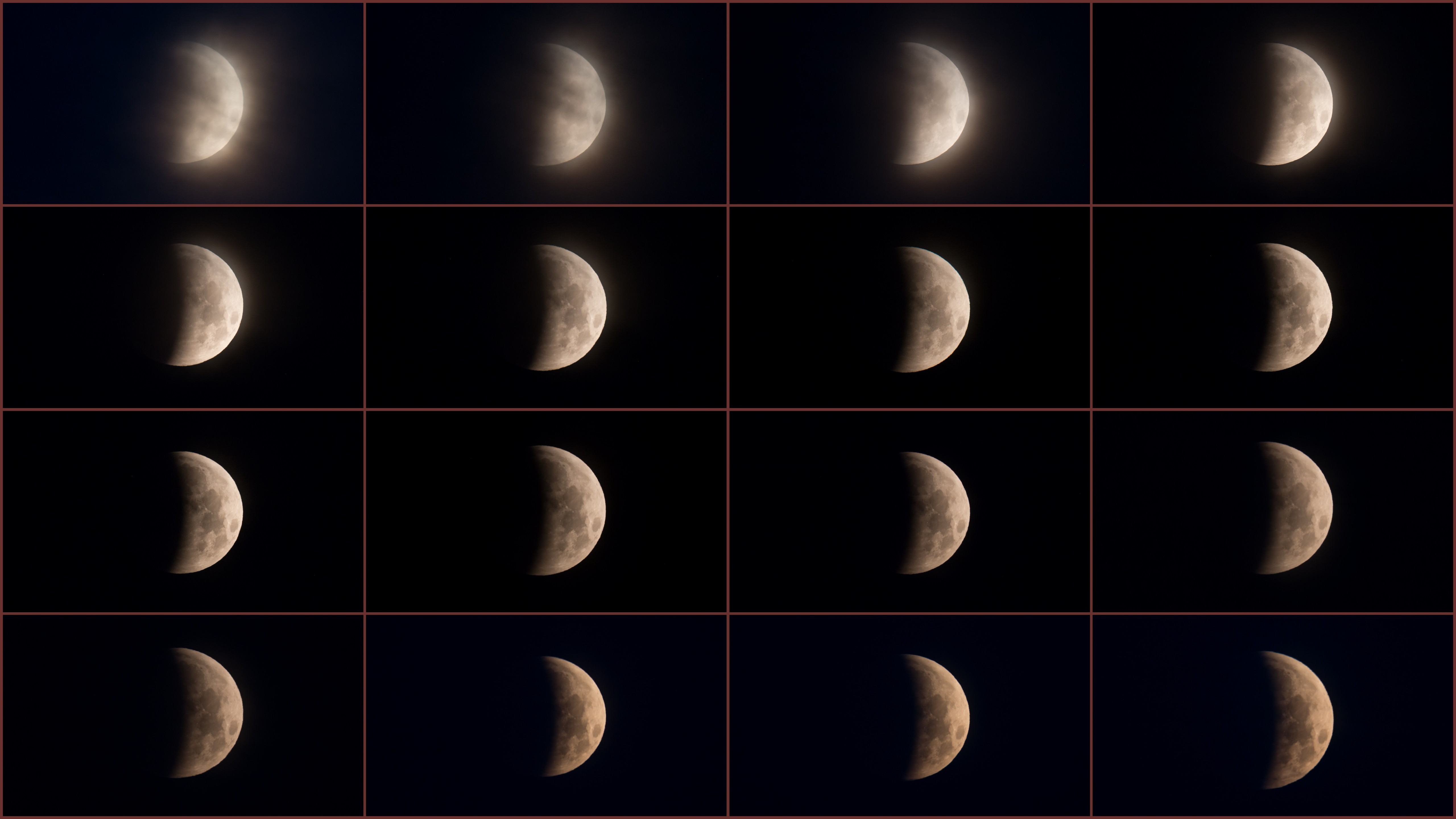
ماكون، جورجيا، صورة مركبة
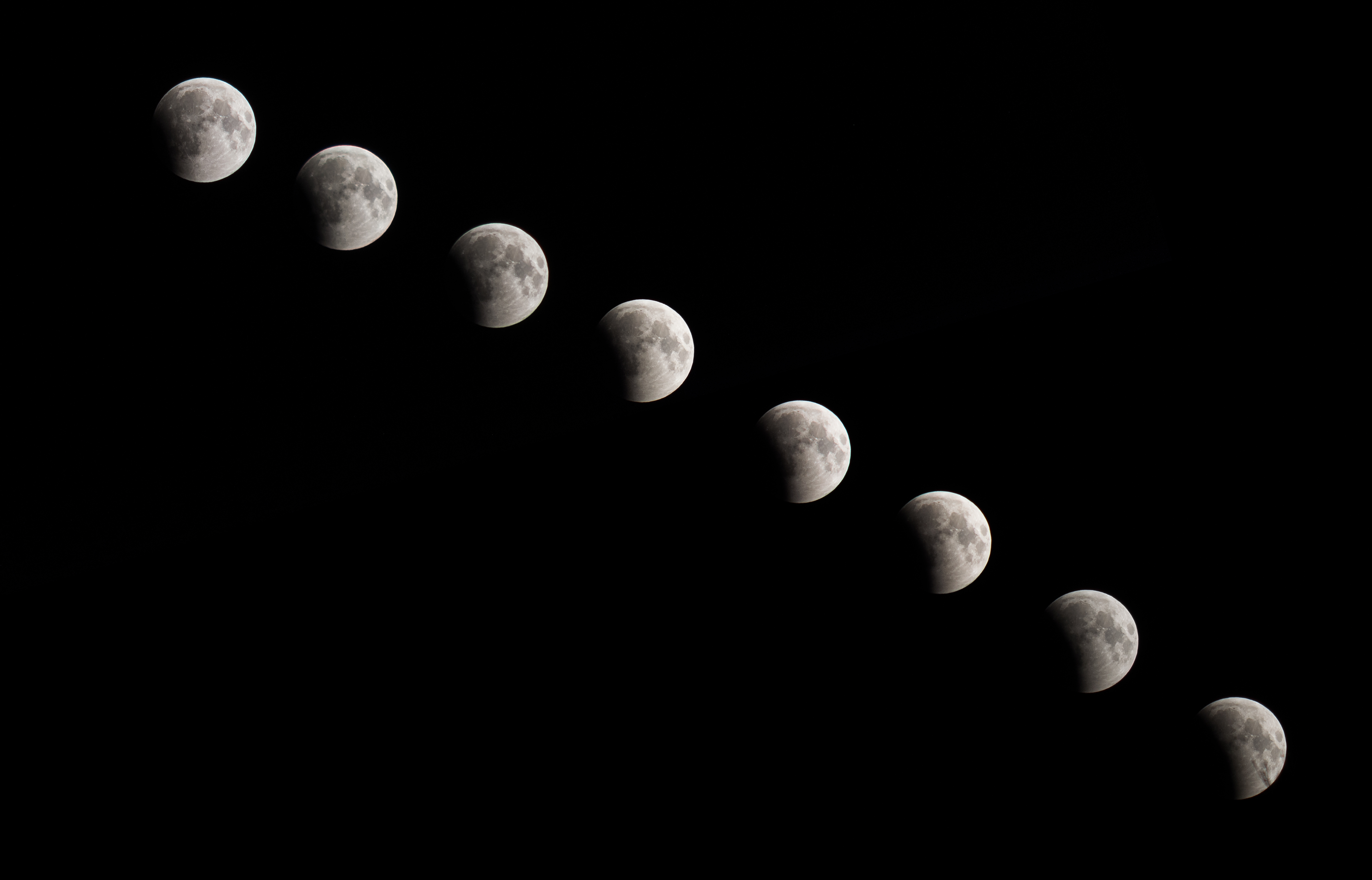
سانت لويس، ميزوري
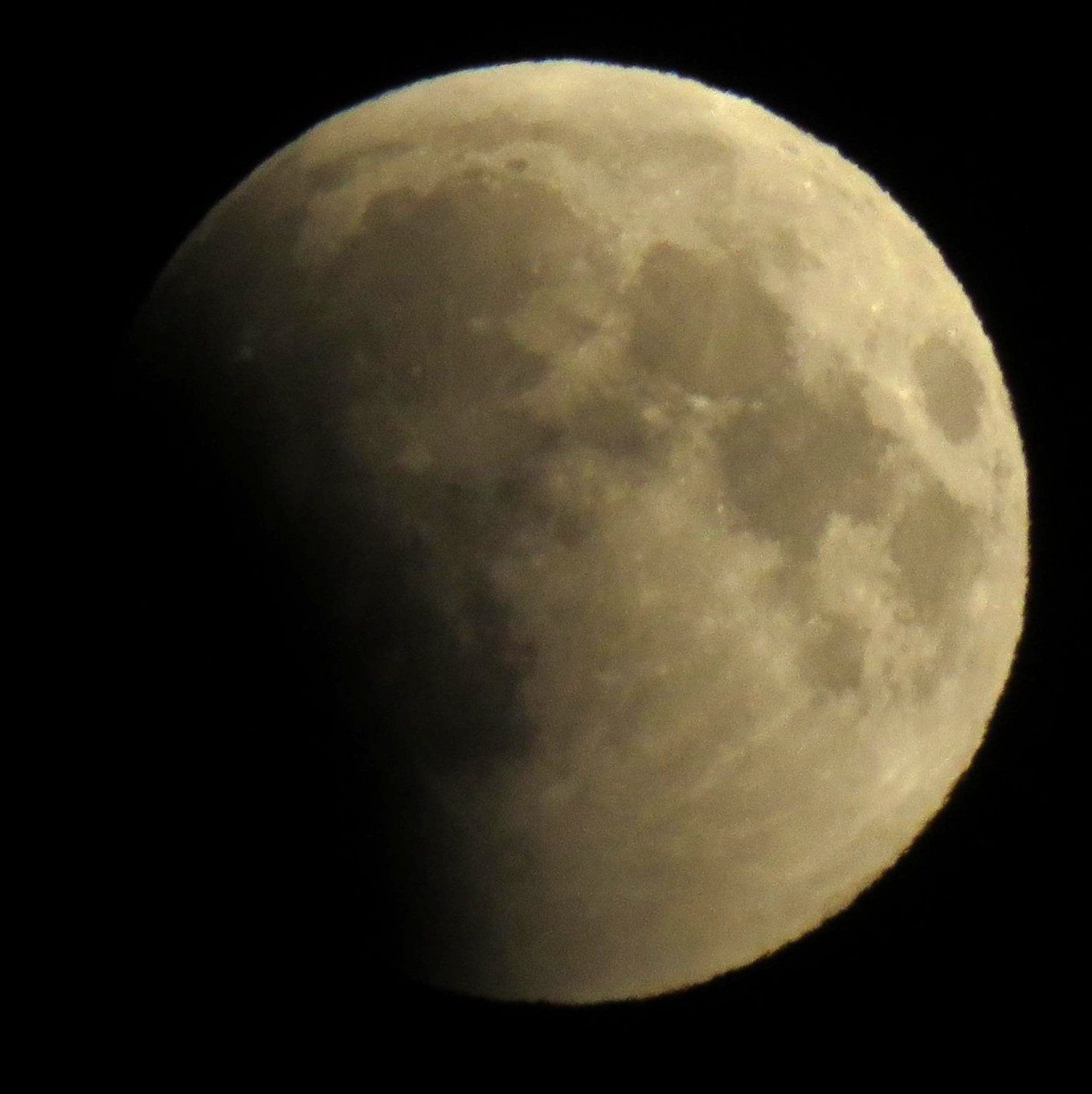
مينيابوليس، مينيسوتا، الساعة 10:31 بالتوقيت العالمي
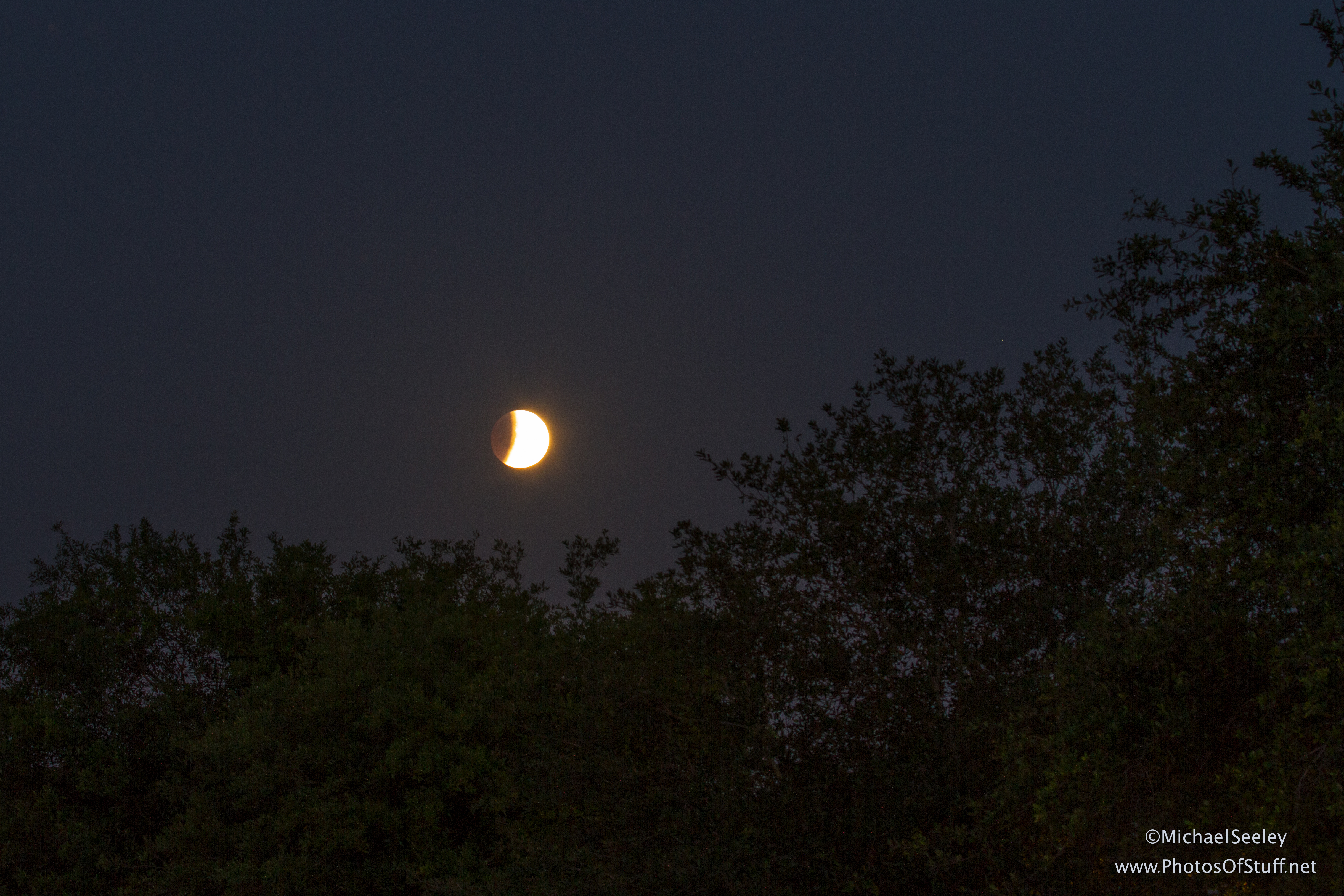
ملبورن، فلوريدا، الساعة 10:40 بالتوقيت العالمي
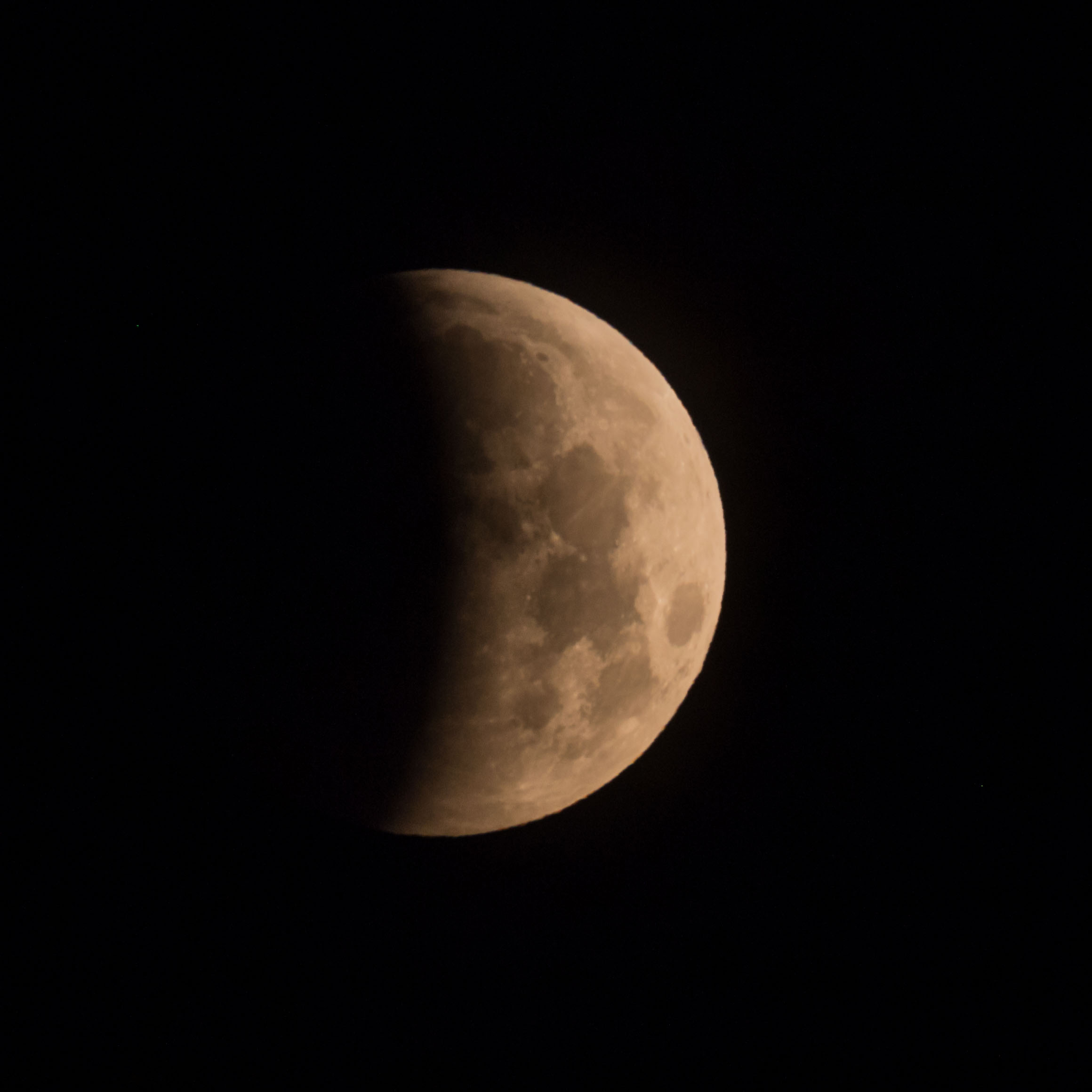
ماكون، جورجيا، الساعة 10:54 بالتوقيت العالمي
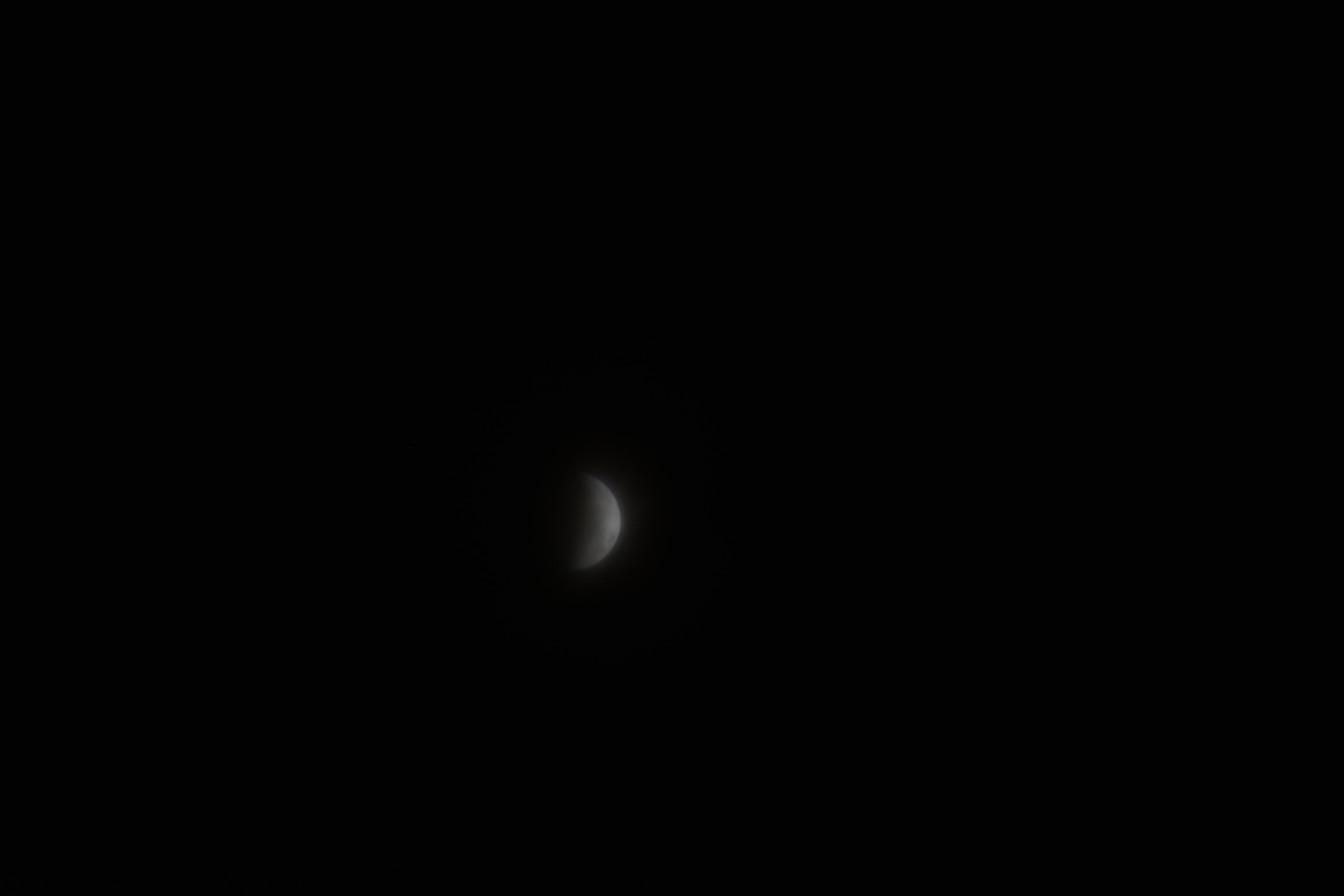
مدينة مكسيكو، المكسيك، الساعة 11:00 بالتوقيت العالمي
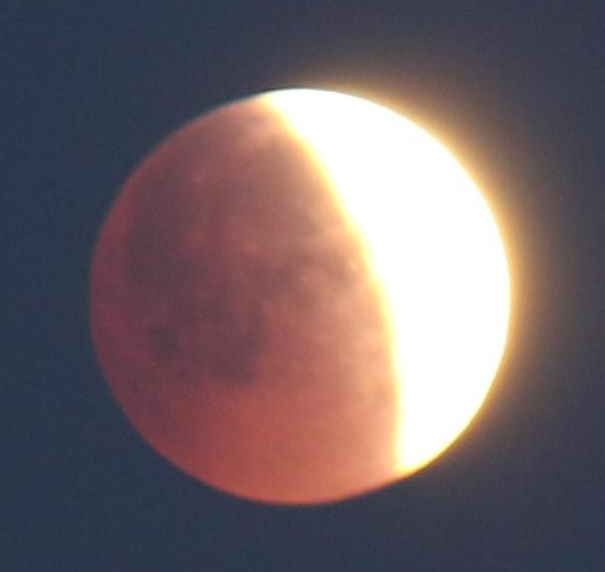
مينيابوليس، مينيسوتا، الساعة 11:10 بالتوقيت العالمي
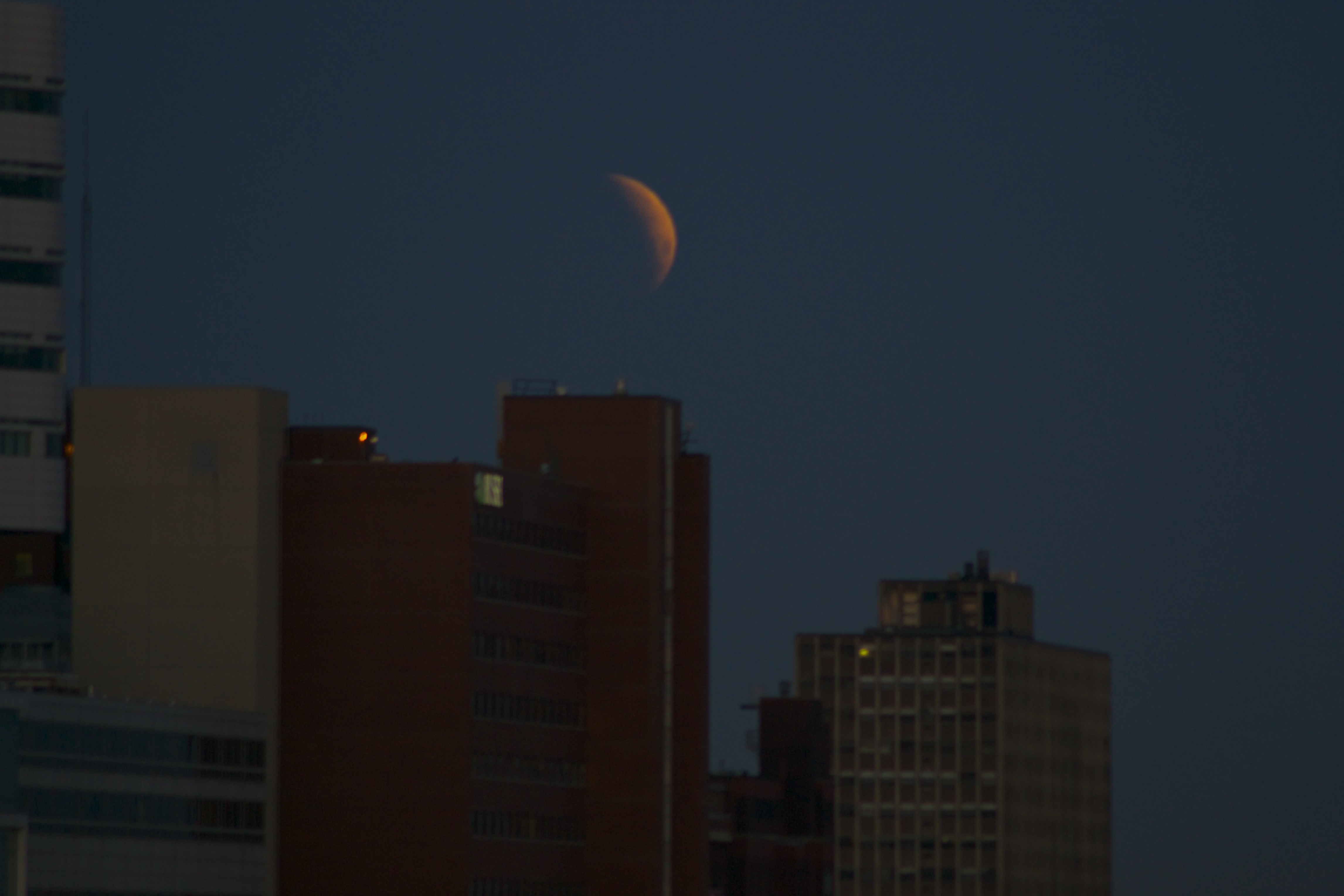
شيكاغو، إلينوي، الساعة 11:36 بالتوقيت العالمي
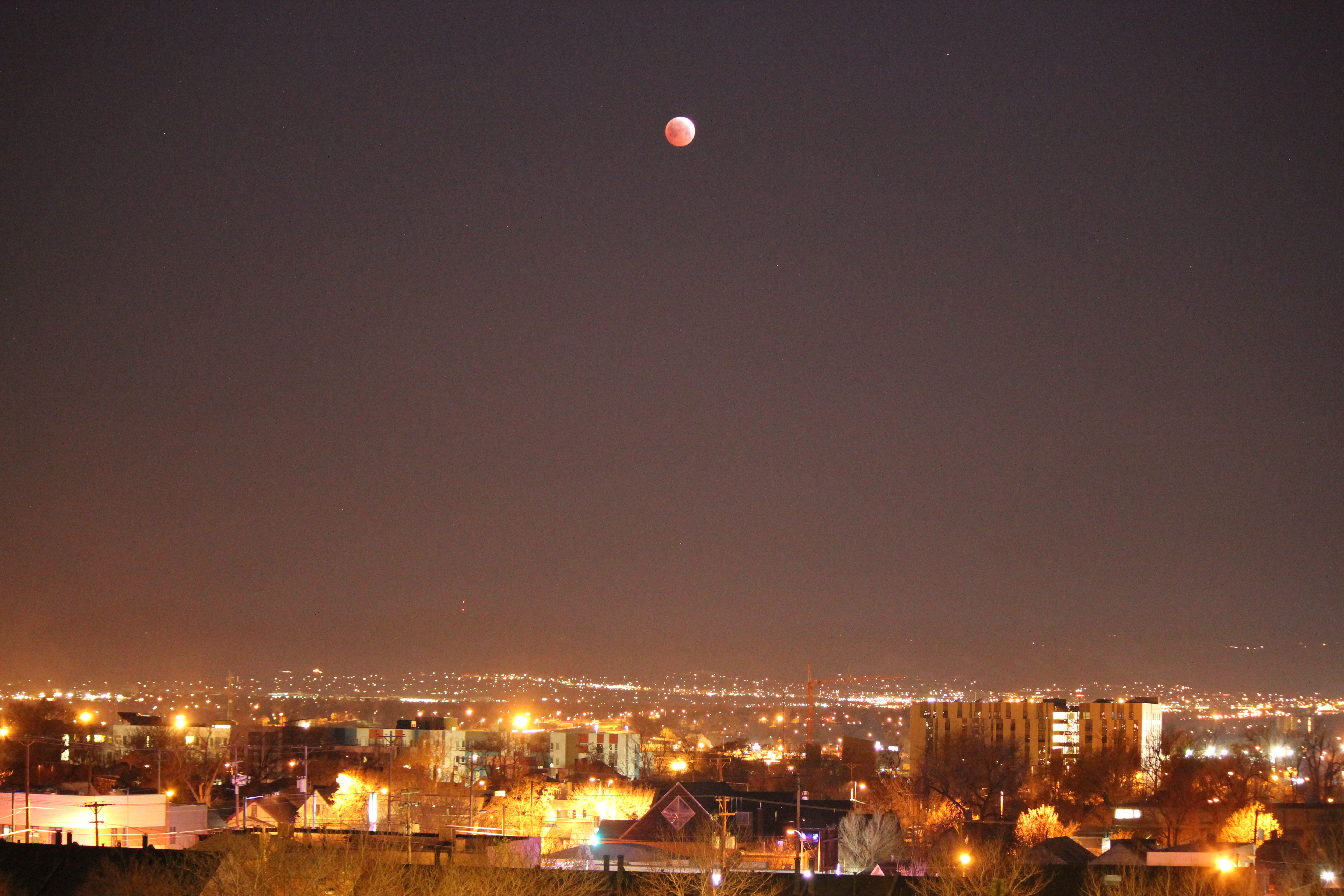
دنفر، كولورادو، الساعة 11:50 بالتوقيت العالمي
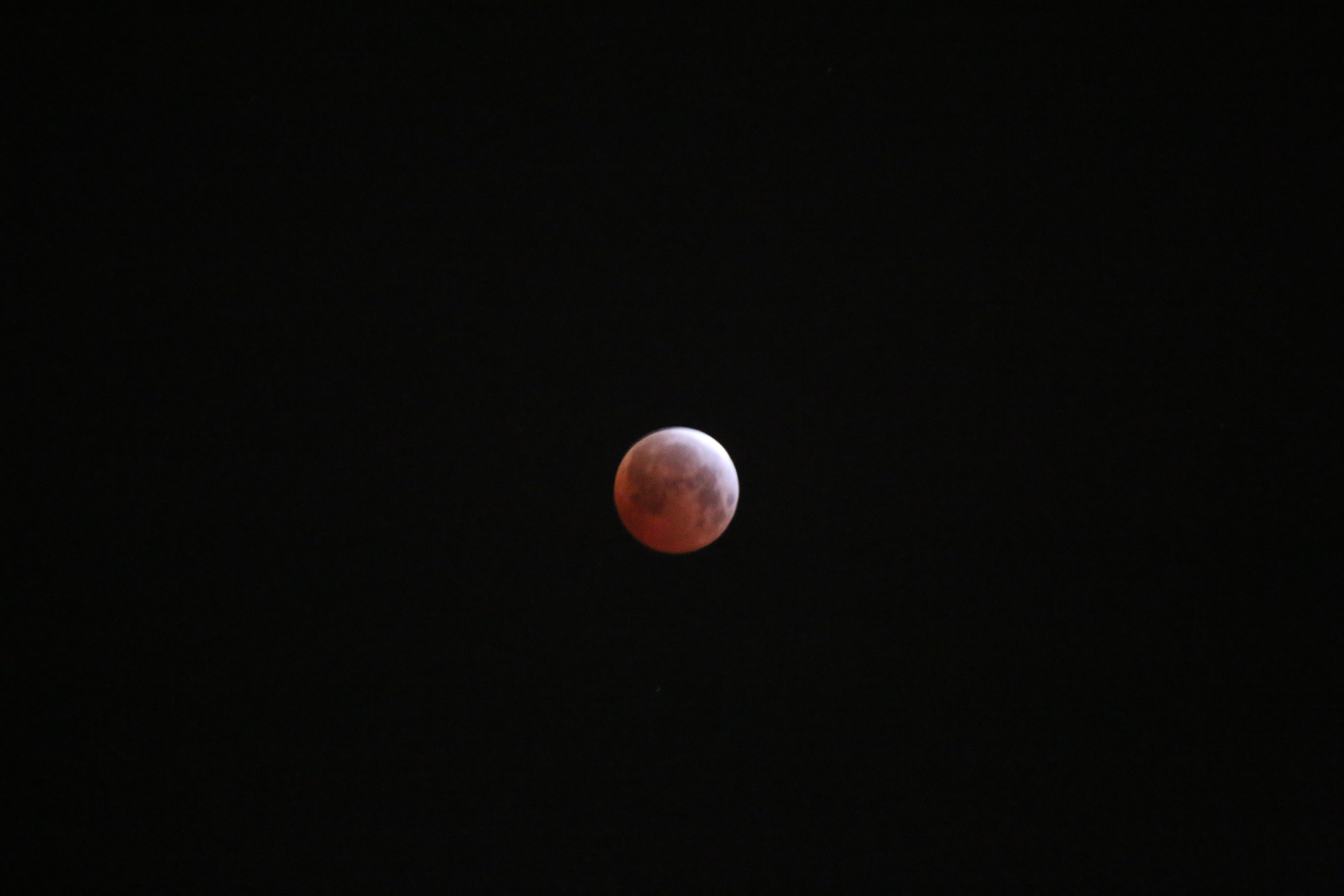
لاس فيغاس، نيفادا، الساعة 12:01 بالتوقيت العالمي
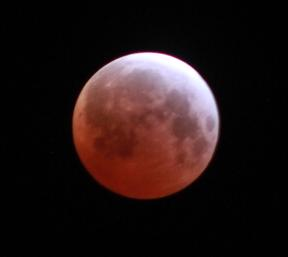
كاليفورنيا، الساعة 12:02 بالتوقيت العالمي

### آسيا

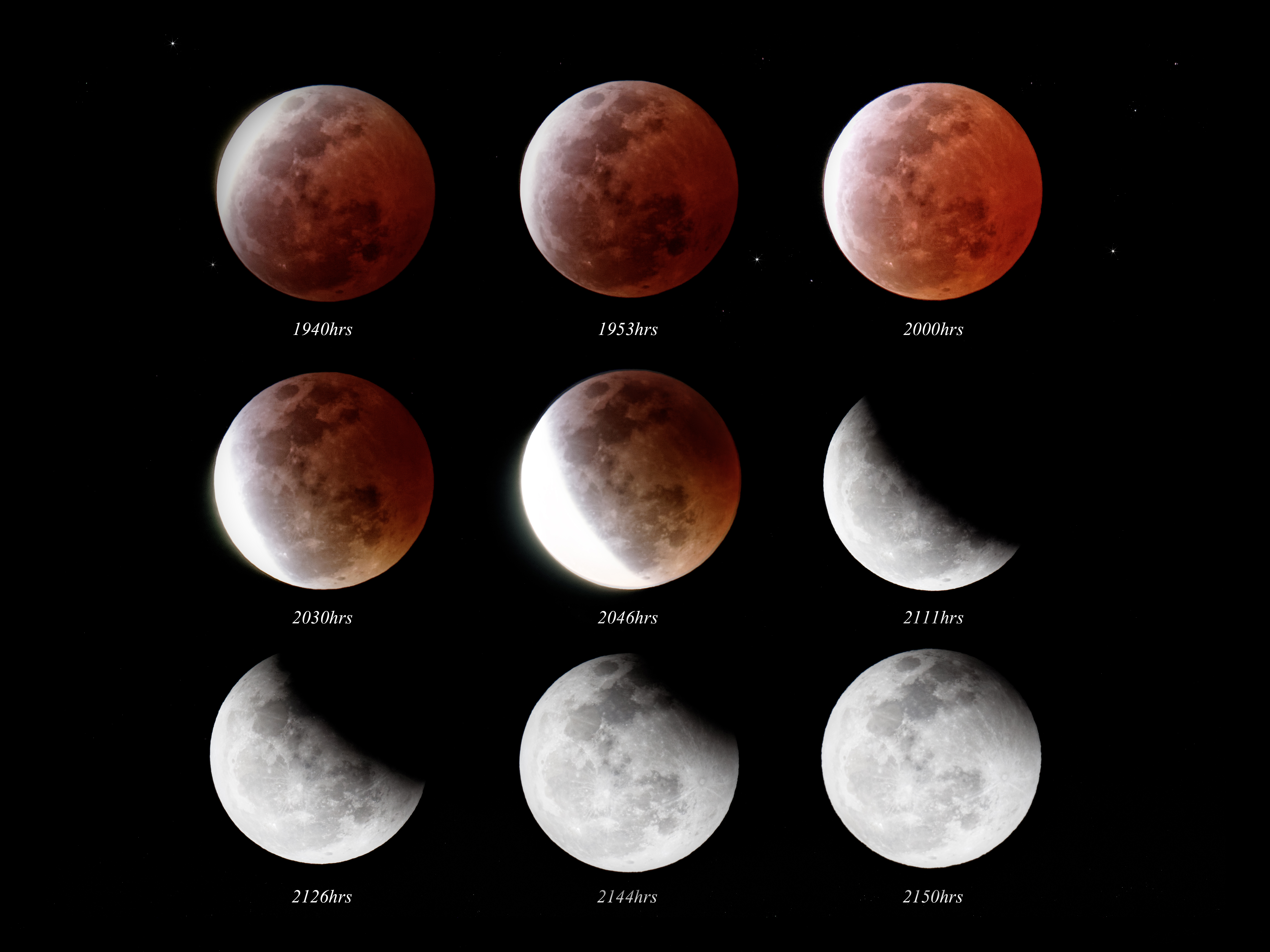
تاي بو، هونغ كونغ
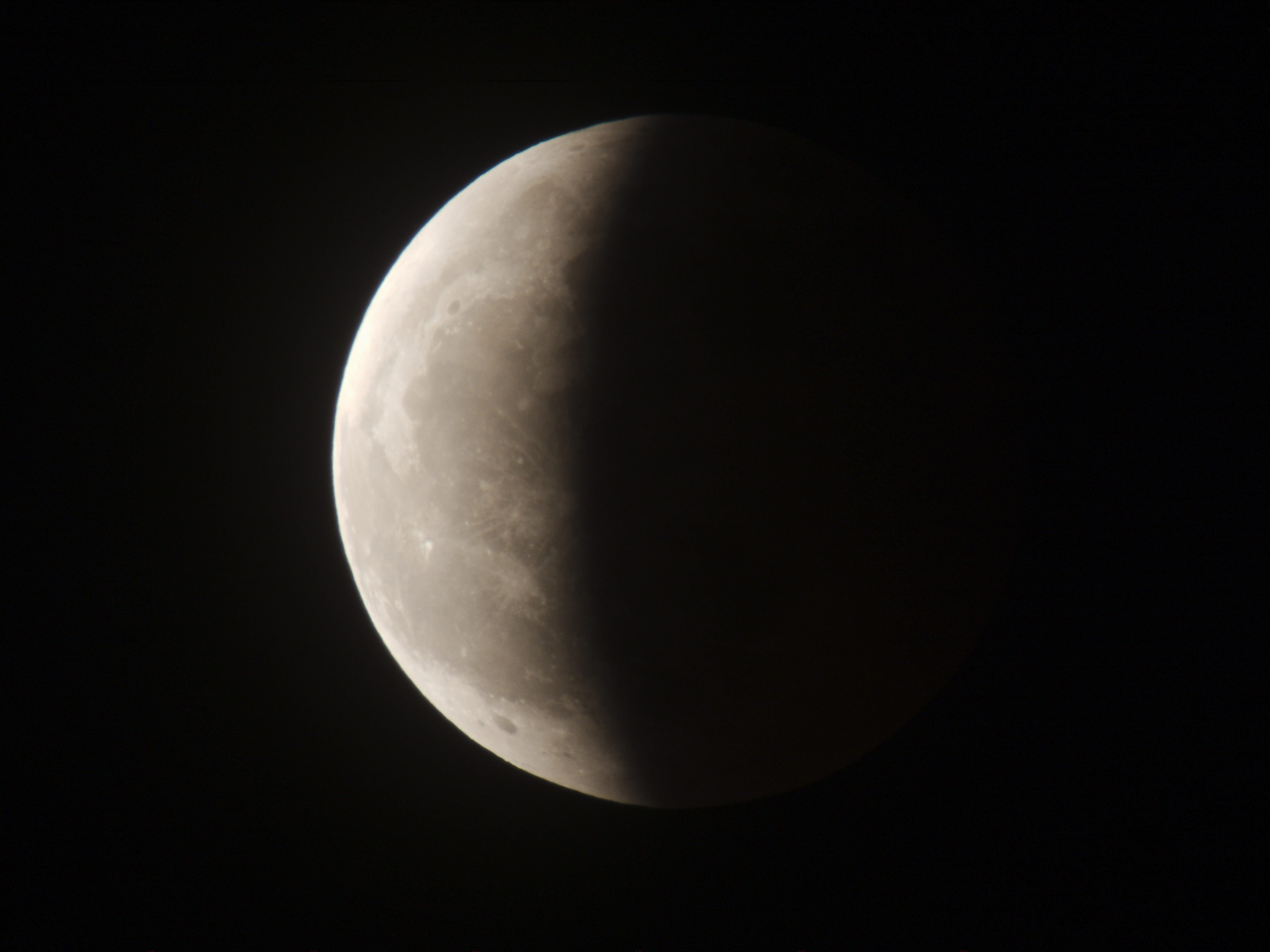
طوكيو، اليابان، الساعة 12:56 بالتوقيت العالمي
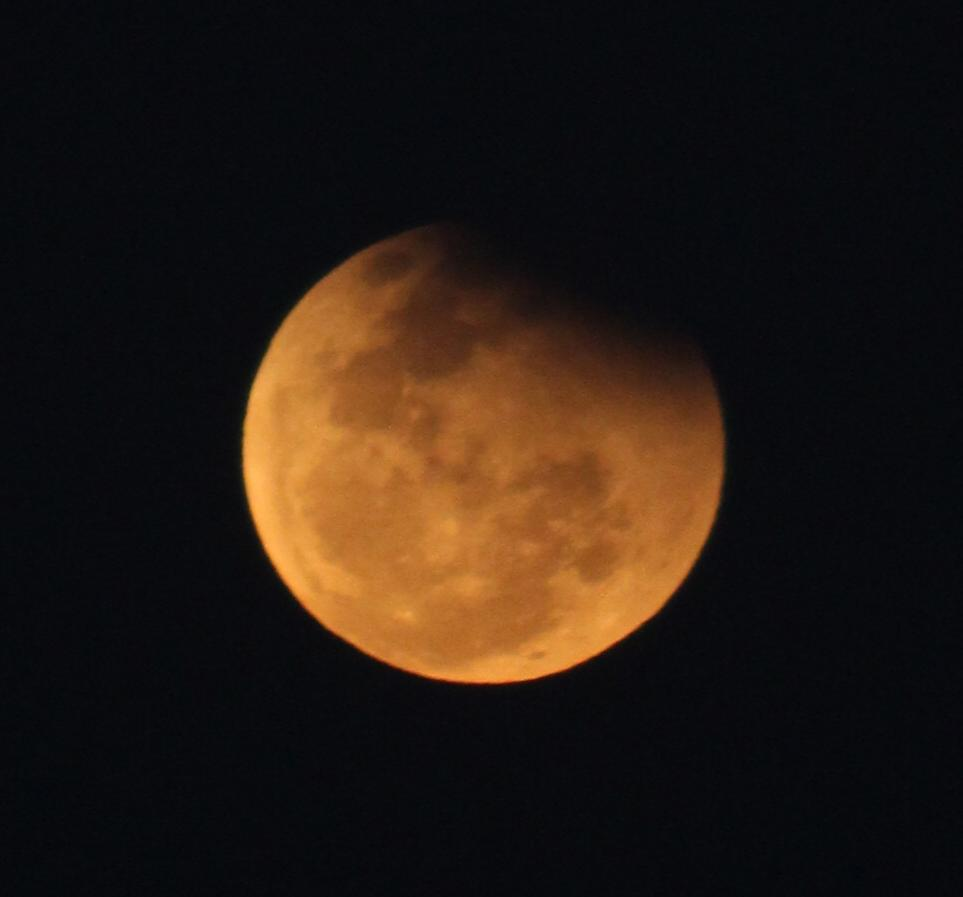
بونه، الهند، الساعة 13:39 بالتوقيت العالمي
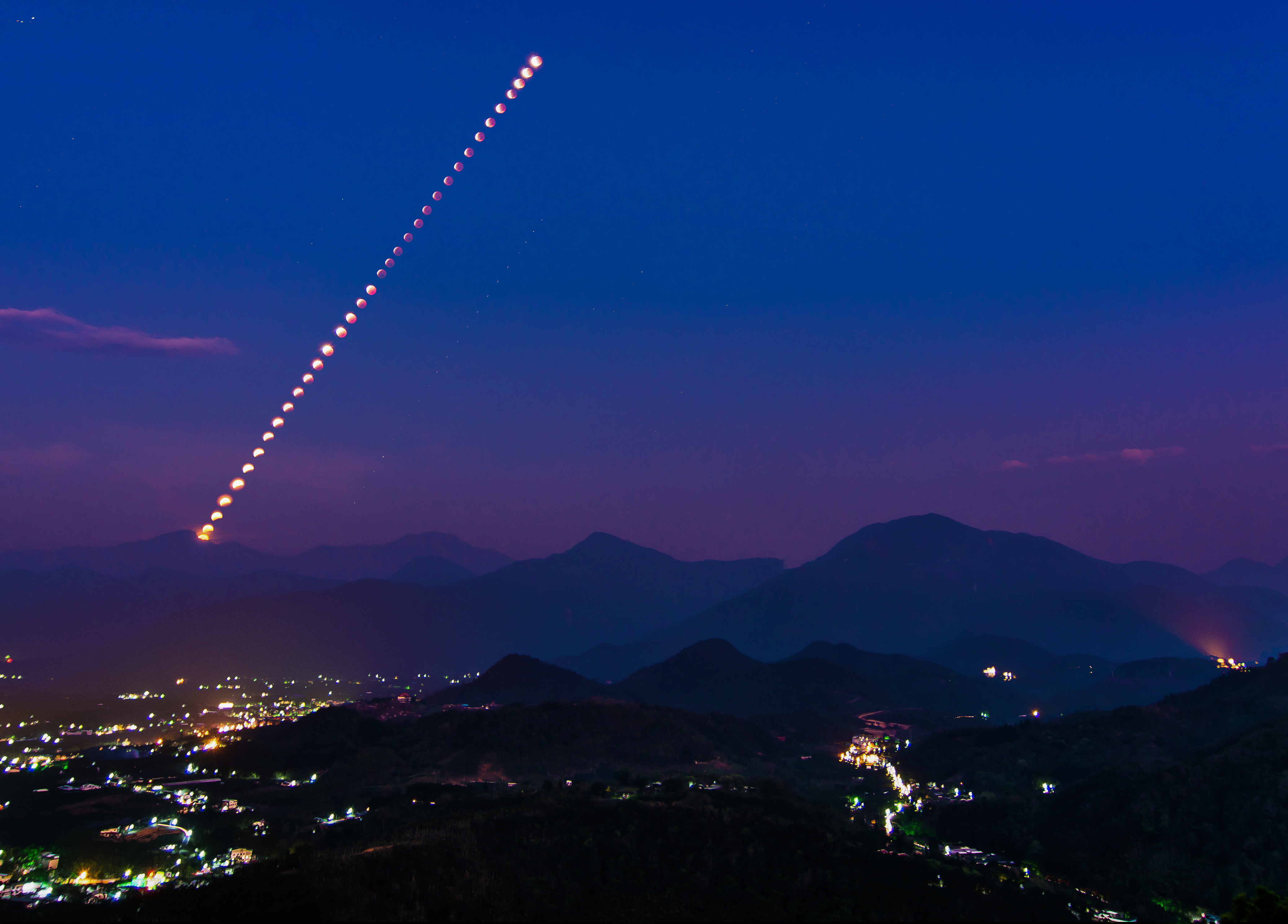
تايوان
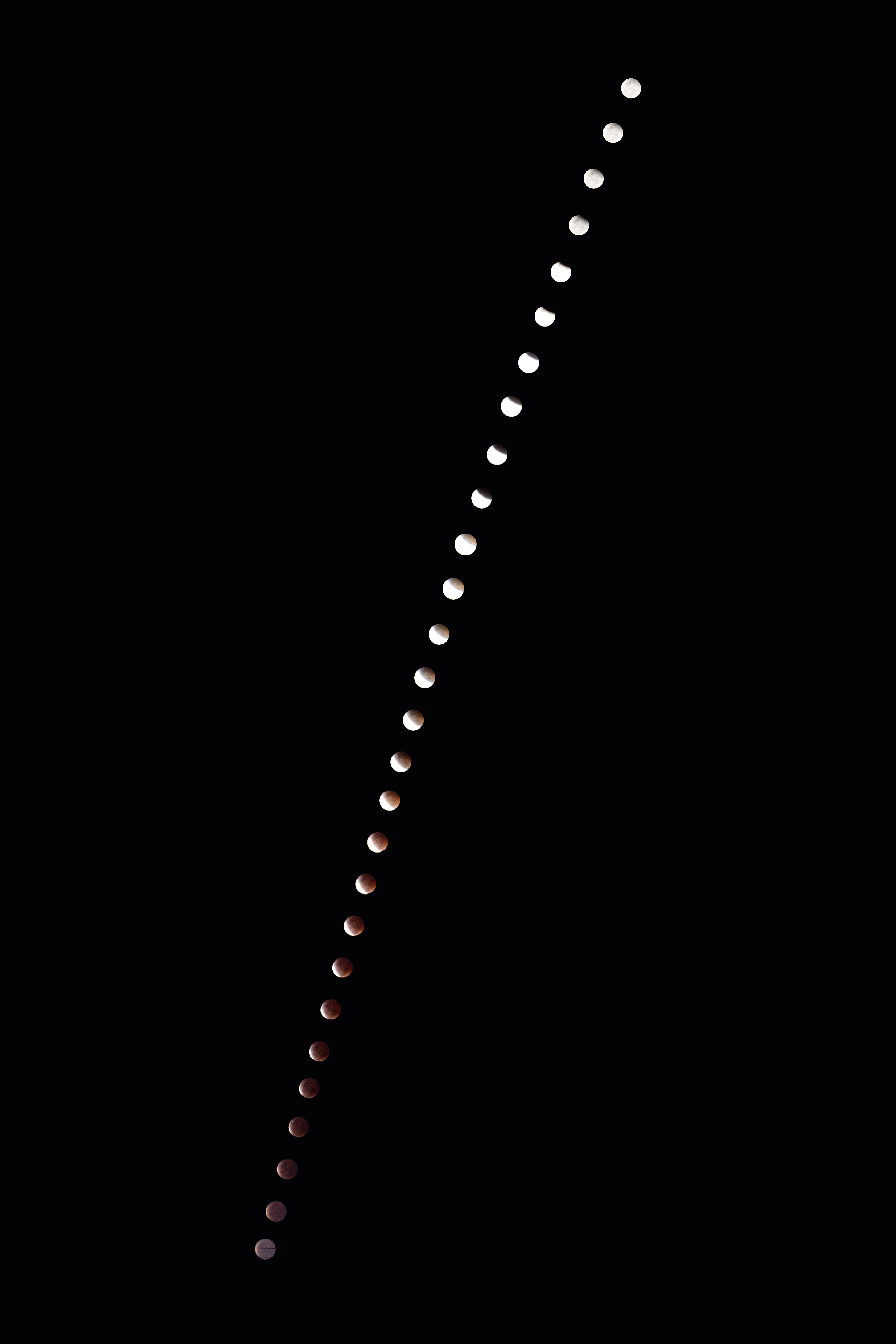
القبة السماوية في بانكوك، تايلاند

### أوقيانوسيا

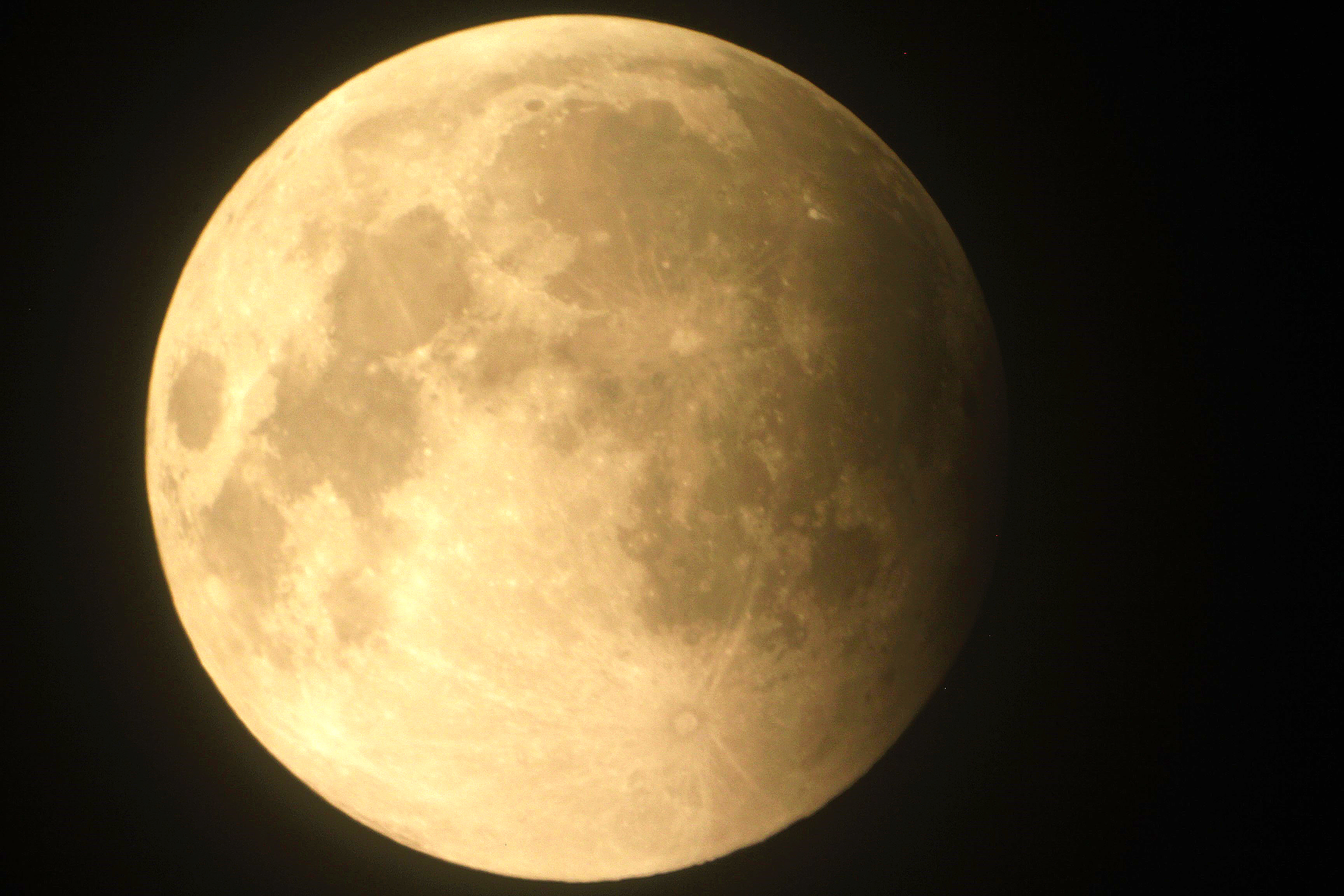
أوكلاند، نيوزيلندا، الساعة 9:54 بالتوقيت العالمي
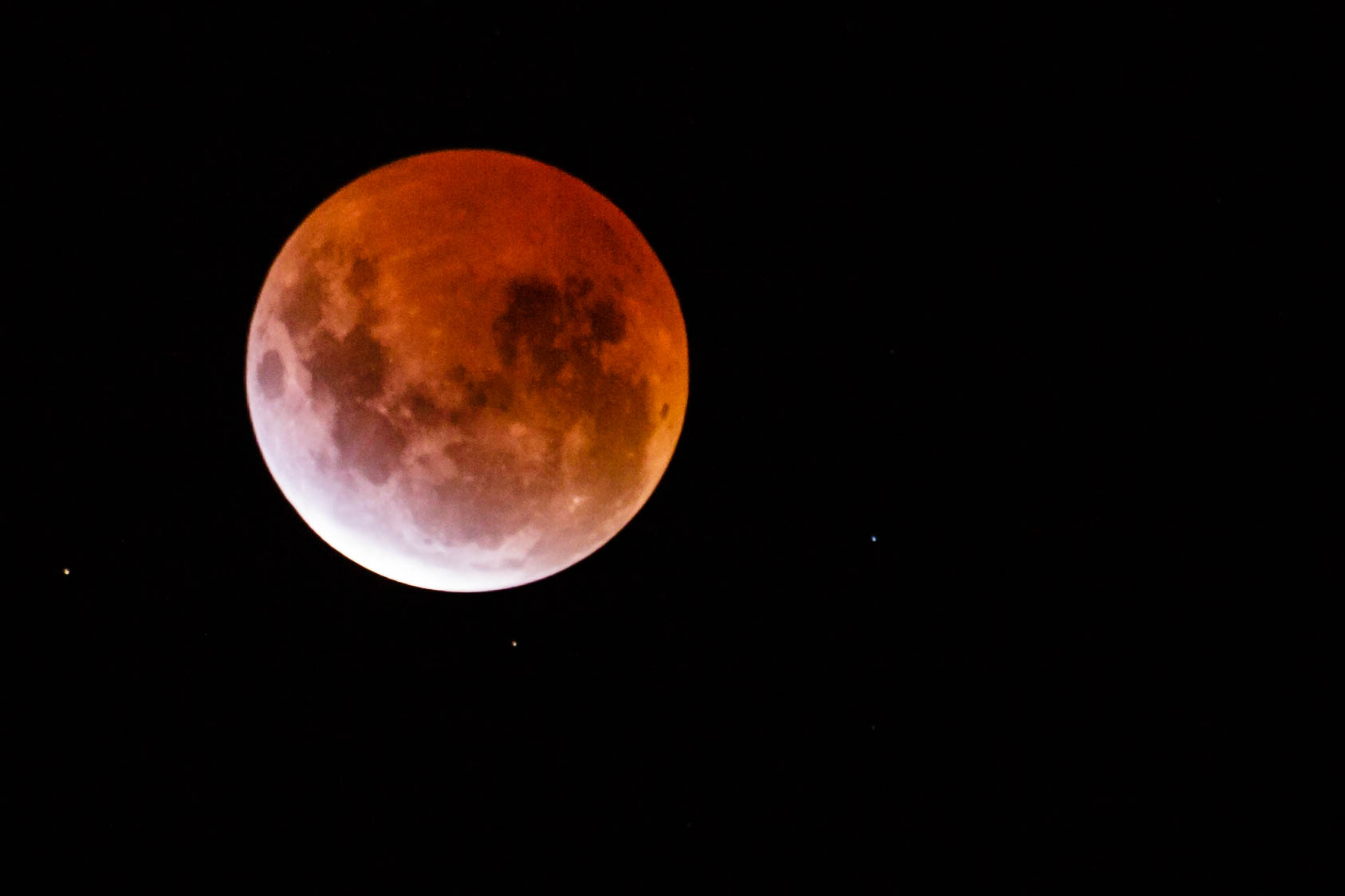
ملبورن، أستراليا، الساعة 11:46 بالتوقيت العالمي
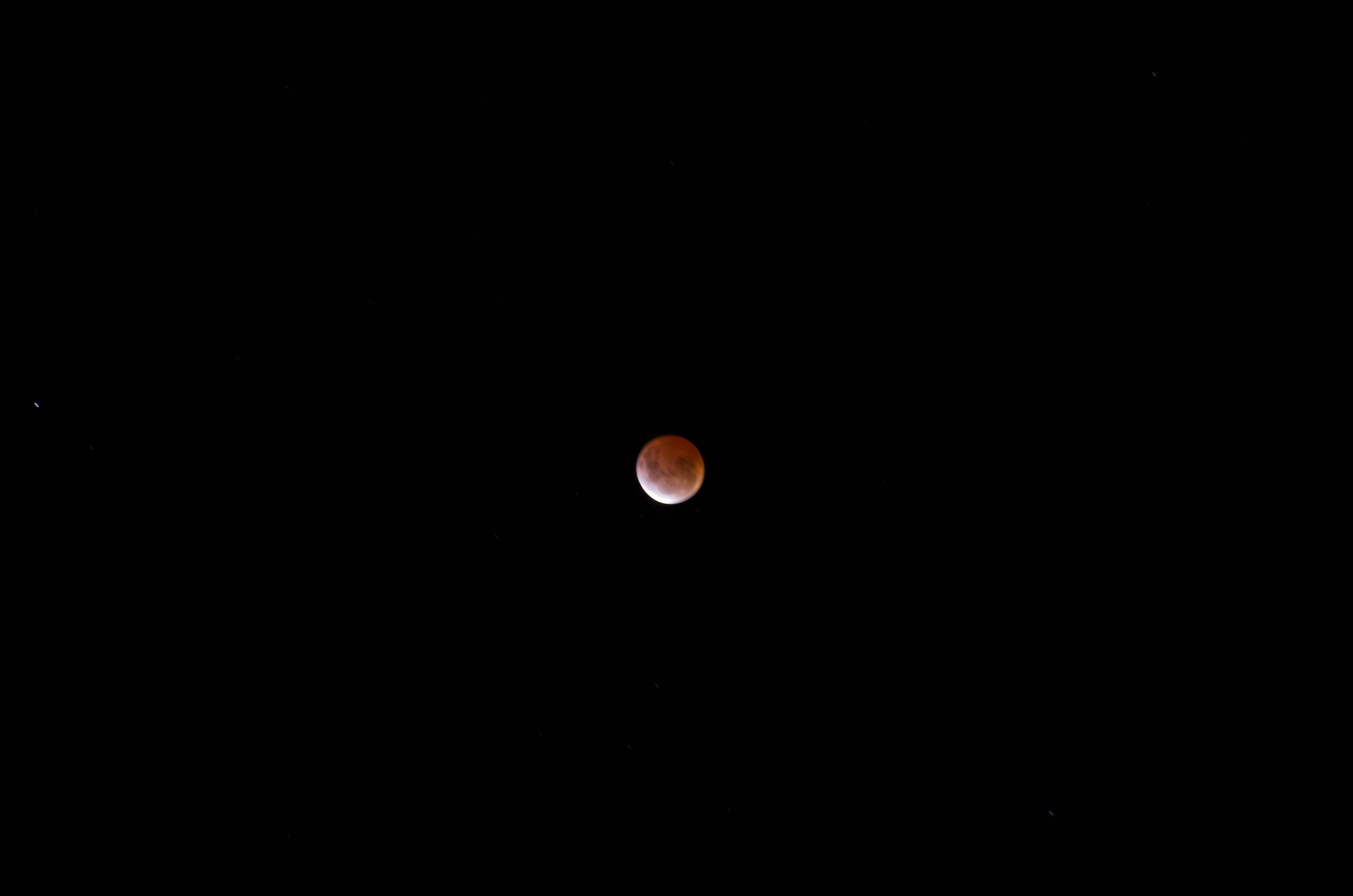
بريزبان، أستراليا، الساعة 12:11 بالتوقيت العالمي

## التوقيت
|                       |                       | ت ع م+08:00     | ت ع م+11:00           | ت ع م+13:00          | ت ع م-10:00             | ت ع م-08:00             | ت ع م−07:00            | ت ع م+06:00       | ت ع م+05:00  | ت ع م+04:00  |
| توقيت أستراليا الغربي | توقيت أستراليا الصيفي | توقيت نيوزيلندا | توقيت هاواي - ألوشيان | منطقة ألاسكا الزمنية | زمن منطقة المحيط الهادئ | المنطقة الزمنية الجبلية | المنطقة الزمنية الوسطى | منطقة زمنية شرقية |              |              |
| --------------------- | --------------------- | --------------- | --------------------- | -------------------- | ----------------------- | ----------------------- | ---------------------- | ----------------- | ------------ | ------------ |
| Event                 | Event                 | مساء 4 أبريل    | مساء 4 أبريل          | مساء 4 أبريل         | صباح 4 أبريل            | صباح 4 أبريل            | صباح 4 أبريل           | صباح 4 أبريل      | صباح 4 أبريل | صباح 4 أبريل |
| P1                    | بداية الخسوف الناقص   | †               | 8:01 مساءً             | 10:01 مساءً           | 11:01 مساءً              | 1:01 صباحًا              | 2:01 صباحًا             | 3:01 صباحًا        | 4:01 صباحًا   | 5:01 صباحًا   |
| U1                    | بداية الخسوف الجزئي   | 6:16 مساءً       | 9:16 مساءً             | 11:16 مساءً           | 12:16 صباحًا             | 2:16 صباحًا              | 3:16 صباحًا             | 4:16 صباحًا        | 5:16 صباحًا   | 6:16 صباحًا   |
| U2                    | بداية المجموع         | 7:58 مساءً       | 10:58 مساءً            | 12:58 صباحًا          | 1:58 صباحًا              | 3:58 صباحًا              | 4:58 صباحًا             | 5:58 صباحًا        | 6:58 صباحًا   |              |
|                       | منتصف الكسوف          | 8:00 مساءً       | 11:00 مساءً            | 1:00 صباحًا           | 2:00 صباحًا              | 4:00 صباحًا              | 5:00 صباحًا             | 6:00 صباحًا        | 7:00 صباحًا   |              |
| U3                    | نهاية المجموع         | 8:03 مساءً       | 11:03 مساءً            | 1:03 صباحًا           | 2:03 صباحًا              | 4:03 صباحًا              | 5:03 صباحًا             | 6:03 صباحًا        |              |              |
| U4                    | نهاية الخسوف الجزئي   | 9:45 مساءً       | 12:45 صباحًا           | 2:45 صباحًا           | 3:45 صباحًا              | 5:45 صباحًا              |                        |                   |              |              |
| P4                    | نهاية الخسوف الناقص   | 10:59 مساءً      | 1:59 صباحًا            | 3:59 صباحًا           | 3:59 صباحًا              | 5:59 صباحًا              |                        |                   |              |              |

† لم القمر مرئيًا خلال هذا الجزء من الكسوف في هذه المنطقة الزمنية.